# Vue (Loara Atlantycka)
Vue – miejscowość i gmina we Francji, w regionie Kraj Loary, w departamencie Loara Atlantycka.
Według danych na rok 2010 gminę zamieszkiwało 1415 osób, a gęstość zaludnienia wynosiła 71 osób/km².